# کریستین مانوئل چاوز
کریستین مانوئل چاوز (انگلیسی: Cristian Manuel Chávez؛ زادهٔ ۱۶ ژوئن ۱۹۸۶) بازیکن فوتبال اهل آرژانتین است.
از باشگاه‌هایی که در آن بازی کرده‌است می‌توان به باشگاه فوتبال آرسنال ساراندی، باشگاه فوتبال بوکا جونیورز، باشگاه فوتبال لانوس، و باشگاه فوتبال آستراس تریپولی اشاره کرد.
وی همچنین در تیم ملی فوتبال آرژانتین بازی کرده‌است.